# Ejektor
Ejektor je proudové čerpadlo. Slouží k dopravě tekutiny (obvykle vody, ale též vzduchu) využitím kinetické energie jiné tekutiny (vody nebo páry).
Používá se k vytváření podtlaku (vývěva) nebo k čerpání vody. Ke své práci potřebuje tlakovou vodu nebo páru. 
Vodní ejektor je složen z vtokového hrdla s hnací tryskou, sacího koše a difuzoru. Do vtokového hrdla přiváděná voda vytváří podtlak, kterým je přisávána voda přes sací koš. Množství čerpané vody je závislé na manometrické výšce a na hnacím tlaku vody. 
Vodní ejektory se používají v případech, kdy je třeba nasát vodu z větší hloubky, než umožňuje čerpadlo. Dále se používá k čerpání vody znečištěné abrazivními nečistotami, neboť tato nepřichází do kontaktu s žádnými pohyblivými díly.
Parní ejektory byly široce využívány v éře parních strojů. U některých parních lokomotiv sloužil parní ejektor jako zdroj vakua pro sací brzdu, často byl využíván i jako vodní čerpadlo pro doplňování vody do tendru. Speciální ejektor, sloužící k doplňování vody do kotle, pak měla většina lokomotiv. Nazýval se injektor. 
Vzduchové ejektory se používají k dopravě sypkého materiálu, který je unášen proudem vzduchu. Nejčastěji se používají k přepravě dřevěných pilin nebo sena a slámy v zařízení zvaném fukar. Také k otryskávání povrchu předmětů se používá ejektorová komora, kde je abrazivo nasáváno do proudu vzduchu. 

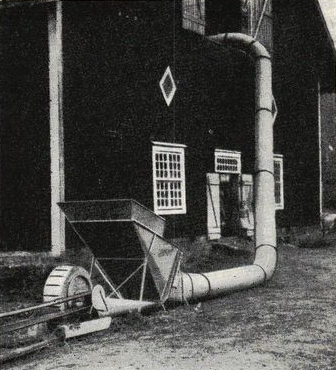
Fukar s ejektorem